# Persone di nome Joseph/Calciatori
| Questa pagina contiene informazioni ricavate automaticamente dalle voci biografiche con l'ausilio del template Bio e di un bot. L'aggiornamento è periodico e automatico e ricostruisce completamente la pagina. Se manca una persona in questa lista, sei pregato di non aggiungerla, ma accertati piuttosto che la sua voce biografica contenga il template Bio e che i dati anagrafici siano correttamente compilati. Se il template Bio manca, inseriscilo tu stesso o, in alternativa, metti l'avviso {{tmp\|Bio}} che ne segnala la mancanza. Se i dati riportati sono sbagliati, correggi direttamente la voce biografica; le modifiche saranno visibili in questa lista entro pochi giorni. Per chiarimenti vedi il progetto antroponimi. La lista contiene solo le 161 persone che sono citate nell'enciclopedia e per le quali è stato implementato correttamente il template Bio. Pagina aggiornata al 6 ago 2025. |

Questa è una lista di persone presenti nell'enciclopedia che hanno il nome Joseph e sono calciatori.

## A(11)
- Joseph William Agar, calciatore e crickettista inglese (Newcastle upon Tyne, n. 1874 - Genova, † 1933)
- Joseph Agius, ex calciatore maltese (n. 1944)
- Joseph Agyemang-Gyau, calciatore ghanese (Sunyani, n. 1939 - † 2015)
- Joseph Aidoo, calciatore ghanese (Tema, n. 1995)
- Joseph Alcazar, calciatore francese (Orano, n. 1911 - † 1979)
- Joe Allen, calciatore gallese (Carmarthen, n. 1990)
- Joseph Allon, ex calciatore inglese (Gateshead, n. 1966)
- Joseph Amoah, calciatore ghanese (Assin Foso, n. 1994)
- Joe Aribo, calciatore inglese (Londra, n. 1996)
- Joseph Athale, calciatore francese (n. 1995)
- Joseph Attamah, calciatore ghanese (Accra, n. 1994)

## B(16)
- Joe Bache, calciatore inglese (Stourbridge, n. 1880 - Birmingham, † 1960)
- Joseph Baffoe, calciatore svedese (Accra, n. 1992)
- Joe Baker, calciatore e allenatore di calcio inglese (Woolton, n. 1940 - Wishaw, † 2003)
- Joe Bambrick, calciatore nordirlandese (Belfast, n. 1905 - Belfast, † 1983)
- Joseph Barbato, calciatore francese (Bastia, n. 1994)
- Joseph Bempah, calciatore ghanese (Accra, n. 1995)
- Joseph Bendik, calciatore statunitense (Marietta, n. 1989)
- Joseph Beresford, calciatore inglese (Chesterfield, n. 1906 - Birmingham, † 1978)
- Joe Beverley, calciatore inglese (Blackburn, n. 1856 - Blackburn, † 1897)
- Joseph Bonnel, calciatore e allenatore di calcio francese (Florensac, n. 1939 - Pézenas, † 2018)
- Joseph Borg, calciatore maltese (n. 1958 - † 2017)
- Joseph Boum, calciatore camerunese (Yaoundé, n. 1989 - Antalya, † 2024)
- Joe Bradford, calciatore inglese (Peggs Green, n. 1901 - Birmingham, † 1980)
- Joseph Brady, calciatore statunitense
- Joe Bryan, calciatore inglese (Bristol, n. 1993)
- Jody Byrne, ex calciatore irlandese (Dublino, n. 1963)

## C(8)
- Joe Cannon, ex calciatore statunitense (Sun Valley, n. 1975)
- Joe Cardle, calciatore inglese (Blackpool, n. 1987)
- Aníbal Carvallo, ex calciatore cileno (Lota, n. 1989)
- Joe Champness, calciatore neozelandese (Auckland, n. 1997)
- Alexis Chantraine, calciatore e allenatore di calcio belga (Bressoux, n. 1901 - † 1987)
- Joseph Chipolina, calciatore gibilterriano (Gibilterra, n. 1987)
- Joseph Colley, calciatore svedese (Kanifing, n. 1999)
- Joseph Courtat, calciatore svizzero (Alle, n. 1919 - Bettlach, † 1990)

## D(10)
- Joseph Dan-Tyrell, calciatore samoano (Auckland, n. 1994)
- Joey DeZart, calciatore statunitense (Jackson, n. 1998)
- Joseph Delvecchio, calciatore francese (Alfortville, n. 1885 - Conflans-Sainte-Honorine, † 1971)
- Joseph Di Chiara, calciatore canadese (Toronto, n. 1992)
- Joey DiGiamarino, ex calciatore statunitense (Corona, n. 1977)
- Joey Didulica, ex calciatore croato (Geelong, n. 1977)
- Joe Dines, calciatore inglese (King's Lynn, n. 1886 - Pas de Calais, † 1918)
- Joseph Donnard, ex calciatore francese (Ploujean, n. 1932)
- Joseph Dosu, ex calciatore nigeriano (Abuja, n. 1973)
- Alfred Duncan, calciatore ghanese (Accra, n. 1993)

## E(6)
- Joe Edwards, calciatore inglese (Gloucester, n. 1990)
- Joseph Efford, calciatore statunitense (n. 1996)
- Joseph Elanga, ex calciatore camerunese (Yaoundé, n. 1979)
- Neil Ellett, ex calciatore canadese (Richmond, n. 1944)
- Joseph Enakarhire, ex calciatore nigeriano (Warri, n. 1982)
- Joseph Enanga, ex calciatore camerunese (n. 1956)

## F(4)
- Joe Fagan, calciatore e allenatore di calcio inglese (Liverpool, n. 1921 - Liverpool, † 2001)
- Joe Ferreira, calciatore statunitense (Fall River, n. 1916 - Fall River, † 2007)
- Joey Fink, ex calciatore statunitense (Ridgewood, n. 1951)
- Joseph Fischer, calciatore lussemburghese (Itzig, n. 1909 - Esch-sur-Alzette, † 1986)

## G(6)
- Joe Gaetjens, calciatore haitiano (Port-au-Prince, n. 1924 - Fort Dimanche, † 1964)
- Joe Gelhardt, calciatore inglese (Liverpool, n. 2002)
- Joseph Guédé Gnadou, calciatore ivoriano (Abidjan, n. 1994)
- Joe Gomez, calciatore inglese (Catford, n. 1997)
- Joe Gormley, calciatore nordirlandese (Belfast, n. 1989)
- Joseph Gruber, calciatore e allenatore di calcio austriaco (Vienna, n. 1912 - Vienna, † 1967)

## H(8)
- Harry Hampton, calciatore e allenatore di calcio inglese (Wellington, n. 1885 - Rhyl, † 1963)
- Joe Harvey, calciatore e allenatore di calcio inglese (Edlington, n. 1918 - Newcastle upon Tyne, † 1989)
- Joe Haverty, calciatore irlandese (Dublino, n. 1936 - Londra, † 2009)
- Joseph Heath, calciatore inglese (Bristol, n. 1869 - Bristol)
- Joe Hodge, calciatore irlandese (Manchester, n. 2002)
- Joseph Hoeflich, calciatore samoano (Apia, n. 1984)
- Joe Hulme, calciatore, allenatore di calcio e crickettista inglese (Stafford, n. 1904 - Londra, † 1991)
- Joseph Hungbo, calciatore inglese (Lambeth, n. 2000)

## I(2)
- Joseph Mwepu Ilunga, calciatore della Repubblica Democratica del Congo (Congo belga, n. 1949 - Kinshasa, † 2015)
- Denis Irwin, ex calciatore irlandese (Cork, n. 1965)

## J(3)
- Joseph Jadrejak, calciatore francese (Gladbeck, n. 1918 - Roubaix, † 1990)
- Joseph Paty, calciatore belga (Liegi, n. 1896)
- Jef Jurion, ex calciatore belga (Sint-Pieters-Leeuw, n. 1937)

## K(10)
- Joseph Kamga, ex calciatore camerunese (n. 1953)
- Joseph Kamwendo, ex calciatore malawiano (Blantyre, n. 1986)
- Joseph Kaucsar, calciatore rumeno (Abeuth, n. 1904 - † 1986)
- Kevin Keegan, ex calciatore e allenatore di calcio inglese (Armthorpe, n. 1951)
- Joe Keenan, ex calciatore inglese (Southampton, n. 1982)
- Joe Kirkup, ex calciatore inglese (Hexham, n. 1939)
- Joseph Kirpes, calciatore lussemburghese (n. 1906 - † 1976)
- Joseph Kizito, ex calciatore ugandese (Kampala, n. 1982)
- Jos Koetz, calciatore lussemburghese (Esch-sur-Alzette, n. 1897 - Esch-sur-Alzette, † 1976)
- Joseph Kyle, calciatore scozzese (Barrhead, n. 1913 - Haymarket, † 1993)

## L(7)
- Joseph Lapira, ex calciatore statunitense (Rochester, n. 1986)
- Joe Ledley, ex calciatore gallese (Cardiff, n. 1987)
- Joe Lolley, calciatore inglese (Redditch, n. 1992)
- Joseph Lopy, calciatore senegalese (Ziguinchor, n. 1992)
- Joe Lumley, calciatore inglese (Harlow, n. 1995)
- Joe Lydon, calciatore e pugile statunitense (Swinford, n. 1878 - St. Louis, † 1937)
- Joe Lynn, calciatore inglese (Seaton Sluice, n. 1925 - South Tyneside, † 1992)

## M(19)
- Joe Maca, calciatore belga (Bruxelles, n. 1920 - † 1982)
- Joseph Makhanya, ex calciatore sudafricano (Soweto, n. 1981)
- Joseph Marrero, ex calciatore portoricano (San Juan, n. 1993)
- Joe Martinelli, calciatore statunitense (n. 1916 - † 1991)
- Joe Mason, ex calciatore irlandese (Plymouth, n. 1991)
- Joseph Mattock, calciatore inglese (Leicester, n. 1990)
- Joseph Desire Mawaye, ex calciatore camerunese (Douala, n. 1986)
- Joseph Mbong, calciatore nigeriano (Lagos, n. 1997)
- Joseph Mendes, calciatore guineense (Évreux, n. 1991)
- Joseph Mensah, calciatore ghanese (Inconnue, n. 1994)
- Joe Mercer, calciatore e allenatore di calcio inglese (Ellesmere Port, n. 1914 - Hoylake, † 1990)
- Joseph Mermans, calciatore belga (Anversa, n. 1922 - Wildert, † 1996)
- Joseph Mills, ex calciatore inglese (Swindon, n. 1989)
- Joseph Minala, calciatore camerunese (Yaoundé, n. 1996)
- Joseph Mora, calciatore costaricano (Carrizal, n. 1993)
- Joseph Mpande, calciatore ugandese (Kampala, n. 1994)
- Joseph Abou Mrad, calciatore e allenatore di calcio libanese (n. 1933 - † 2003)
- Joe Murphy, calciatore irlandese (Dublino, n. 1981)
- Joseph Musch, calciatore belga (Sint-Gillis-Waas, n. 1893 - † 1971)

## N(8)
- Joseph Namariau, calciatore vanuatuano (n. 1988)
- Edouard Ndeki, calciatore camerunese (Douala, n. 1976 - Rodi, † 2009)
- Joseph Ndo, ex calciatore camerunese (Yaoundé, n. 1976)
- Joseph Nduquidi, calciatore francese (Forbach, n. 2004)
- Joseph Nelis, calciatore belga (Tutbury, n. 1917 - † 1994)
- Joe Newell, calciatore inglese (Leicester, n. 1994)
- Joseph Ngwenya, ex calciatore zimbabwese (Plumtree, n. 1981)
- Joseph Nwafor, ex calciatore nigeriano (Lagos, n. 1983)

## O(5)
- Joseph Ochaya, calciatore ugandese (Kampala, n. 1994)
- Wole Odegbami, ex calciatore nigeriano (Ibadan, n. 1962)
- Joseph Okumu, calciatore keniota (Kisumu, n. 1997)
- Fabrice Ondoa, calciatore camerunese (Yaoundé, n. 1995)
- Joseph Dayo Oshadogan, ex calciatore italiano (Genova, n. 1976)

## P(3)
- Joseph Paintsil, calciatore ghanese (Accra, n. 1998)
- Bert Patenaude, calciatore statunitense (Fall River, n. 1909 - Fall River, † 1974)
- Joe Powell, calciatore inglese (Bristol, n. 1870 - Londra, † 1896)

## R(11)
- Joe Rafferty, calciatore inglese (Liverpool, n. 1993)
- Joe Ralls, calciatore inglese (Aldershot, n. 1993)
- Joe Rankin-Costello, calciatore inglese (Stockport, n. 1999)
- Joe Redmond, calciatore irlandese (Tallaght, n. 2000)
- Joseph Rego-Costa, calciatore statunitense (Fall River, n. 1919 - Fall River, † 2002)
- Norman Robinson, calciatore inglese (Middlesbrough, n. 1921 - † 1990)
- Joe Rodon, calciatore gallese (Swansea, n. 1997)
- Joseph Rodriguez, calciatore francese (Orano, n. 1908 - † 1985)
- Joseph Rosales, calciatore honduregno (n. 2000)
- Joe Rothwell, calciatore inglese (Manchester, n. 1995)
- Joe Royle, ex calciatore e allenatore di calcio inglese (Liverpool, n. 1949)

## S(7)
- Joseph Sabobo Banda, calciatore zambiano (Lusaka, n. 2005)
- Joseph Salerno, ex calciatore maltese (n. 1954)
- Joseph Saliste, calciatore estone (Tallinn, n. 1995)
- Joe Scally, calciatore statunitense (Lake Grove, n. 2002)
- Joe Shaw, calciatore e allenatore di calcio inglese (Bury, n. 1883 - Londra, † 1963)
- Amadeus Sögaard, calciatore svedese (Uppsala, n. 1998)
- Joe Spence, calciatore inglese (Throckley, n. 1898 - † 1966)

## T(3)
- Joseph Taylor, calciatore scozzese (n. 1851 - † 1888)
- Joseph Tchako, calciatore francese (n. 1993)
- Joseph Tellechéa, calciatore francese (Drancy, n. 1926 - Montferrand-le-Château, † 2015)

## U(1)
- Joseph Ujlaki, calciatore ungherese (Budapest, n. 1929 - Sète, † 2006)

## V(2)
- Joseph Van Ingelgem, calciatore belga (Jette, n. 1912 - † 1989)
- Joseph Verlet, calciatore francese (Asnières-sur-Seine, n. 1883 - Rennes, † 1924)

## W(8)
- Nicky Walker, ex calciatore scozzese (Aberdeen, n. 1962)
- Joe Wildsmith, calciatore inglese (Sheffield, n. 1995)
- Joe Williams, calciatore inglese (Liverpool, n. 1996)
- Joe Willis, calciatore statunitense (Saint Louis, n. 1988)
- Joe Willock, calciatore inglese (Waltham Forest, n. 1999)
- Joseph Wilson, ex calciatore ghanese (Cape Coast, n. 1939)
- Joe Wollacott, calciatore ghanese (Bristol, n. 1996)
- Joe Worrall, calciatore inglese (Hucknall, n. 1997)

## X(1)
- Joseph Xuereb, ex calciatore maltese (n. 1957)

## Y(1)
- Joseph Yegba Maya, ex calciatore camerunese (Otélé, n. 1944)

## Z(1)
- Joseph Zerafa, calciatore maltese (Mġarr, n. 1988)